# Albert Methfessel

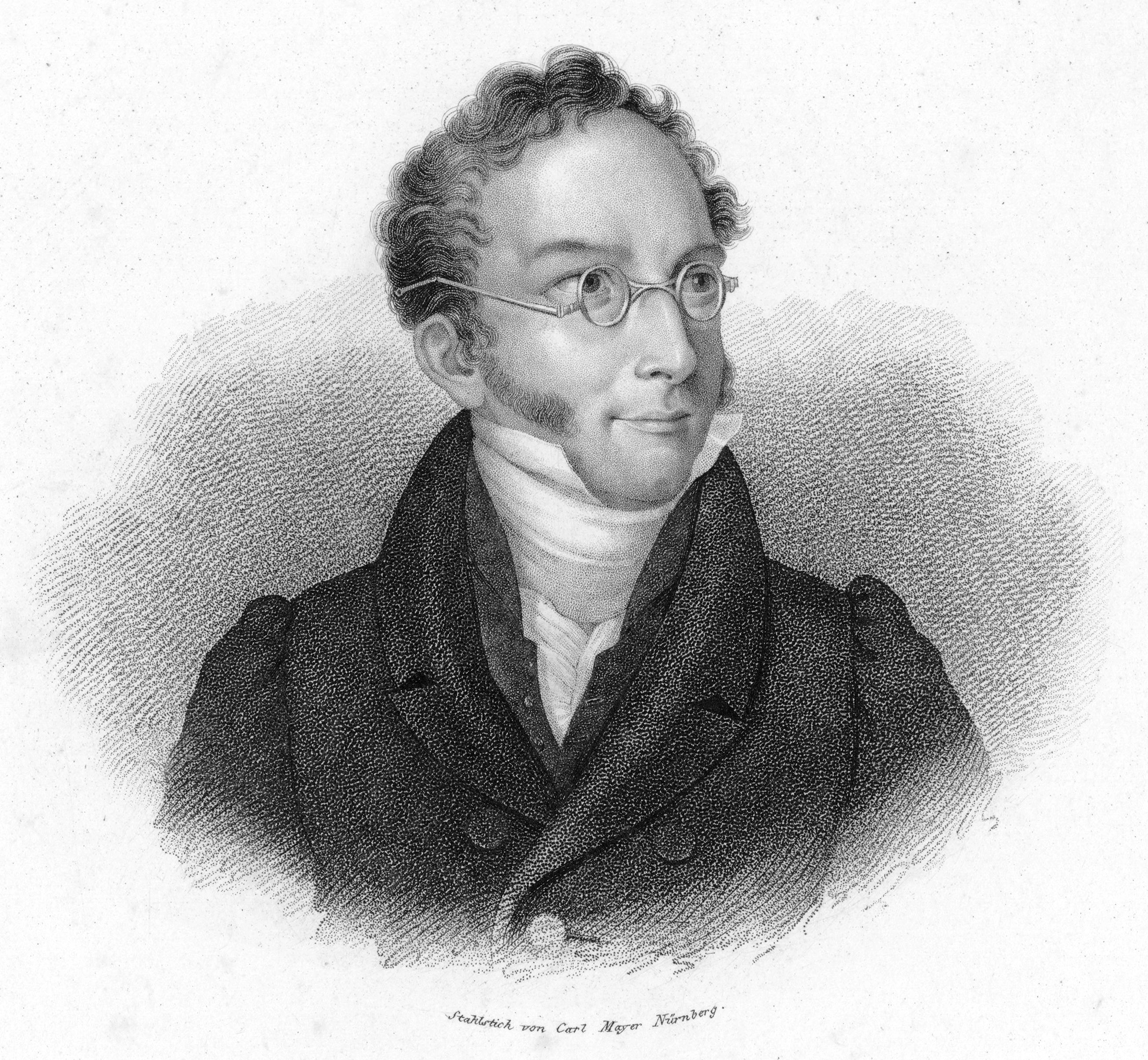
Albert Methfessel

Johann Albrecht Gottlieb Methfessel (* 6. Oktober 1785 in Stadtilm; † 23. März 1869 in Heckenbeck) war ein deutscher Komponist und Dirigent.

## Leben
Albert Methfessel wurde als 13. Kind des Kantors und Organisten Christian Methfessel in Stadtilm, Thüringen, geboren (Taufnamen: Johann Albrecht Gottlieb).
Ab 1801 besuchte er das Gymnasium in Rudolstadt, studierte von 1807 bis 1810 Theologie und klassische Literatur in Leipzig. Da er seine eigentliche Bestimmung in der Musik sah, begann er, mit finanzieller Unterstützung der Regentin von Schwarzburg-Rudolstadt, Karoline von Hessen-Homburg, eine Gesangsausbildung in Dresden. Er war von 1810 bis 1811 als Kammersänger am Hoftheater in Rudolstadt und als Gesangs- und Instrumentenlehrer tätig. Er war mit Johann Wolfgang von Goethe bekannt und unterrichtete Friedrich Schillers Tochter Emilie im Gesang.

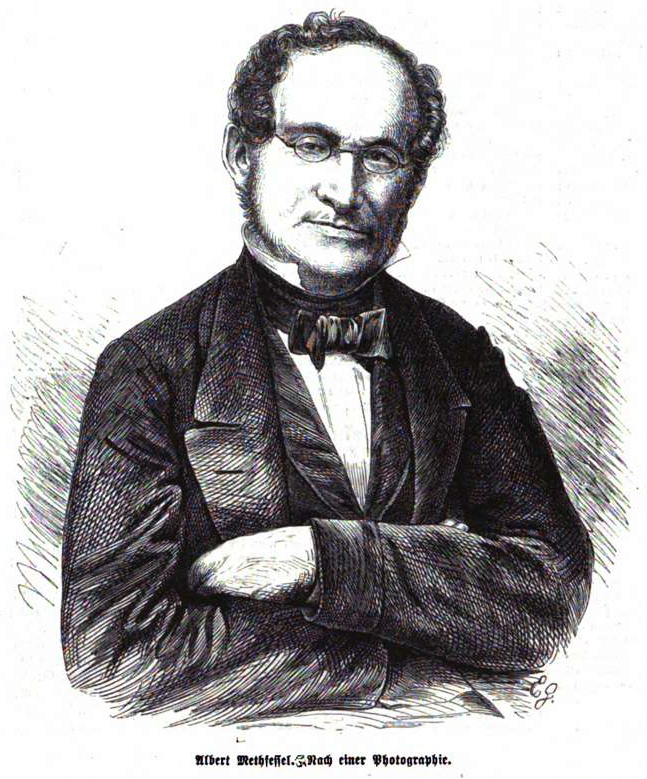
Albert Methfessel, 1864

Als 1813 auch in Schwarzburg-Rudolstadt Patrioten zum Kampf gegen die napoleonische Besatzung aufriefen, wollte Methfessel nicht abseitsstehen. Er widmete dem dort aufgestellten Freikorps das Lied Hinaus in die Ferne. Bis 1816 lebte er in Rudolstadt. 1818 veröffentlichte er das Allgemeine Commers- und Liederbuch. Ab 1823 war Methfessel Musiklehrer und Dirigent in Hamburg, dort gründete er am 19. April 1823 die Hamburger Liedertafel. In dieser Zeit komponierte er die Hamburg-Hymne Hammonia, die am 19. April 1828 zum 5-jährigen Jubiläum der Hamburger Liedertafel von dieser erstmals öffentlich vorgetragen wurde. Ab 1832 war er als Nachfolger Gottlob Wiedebeins Hofkapellmeister am Opernhaus in Braunschweig. Ein Gehörleiden führte 1841 zu seiner vorzeitigen Pensionierung und beendete seine berufliche Schaffensphase.
Er erhielt 1865 den Ehrendoktor der Philosophischen Fakultät der Universität Jena.

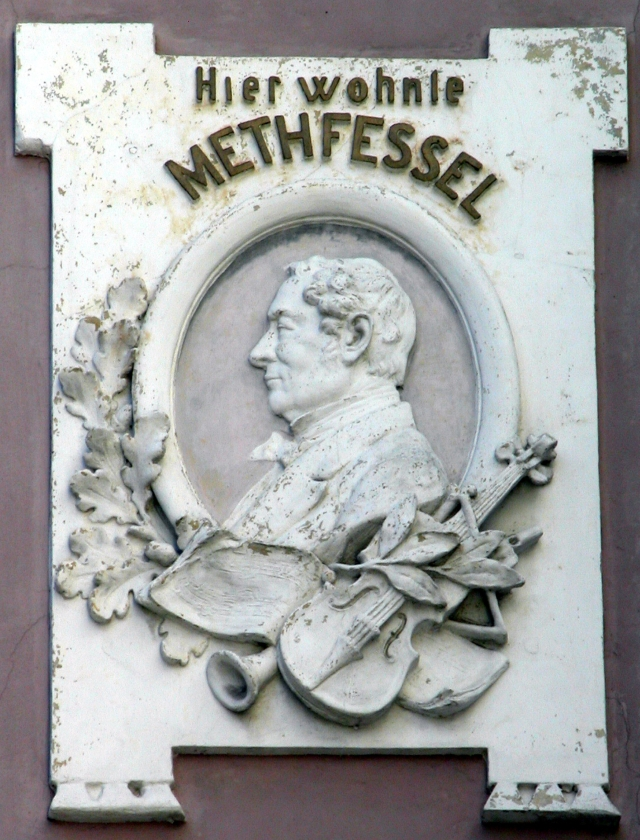
Methfessel-Relief in Braunschweig

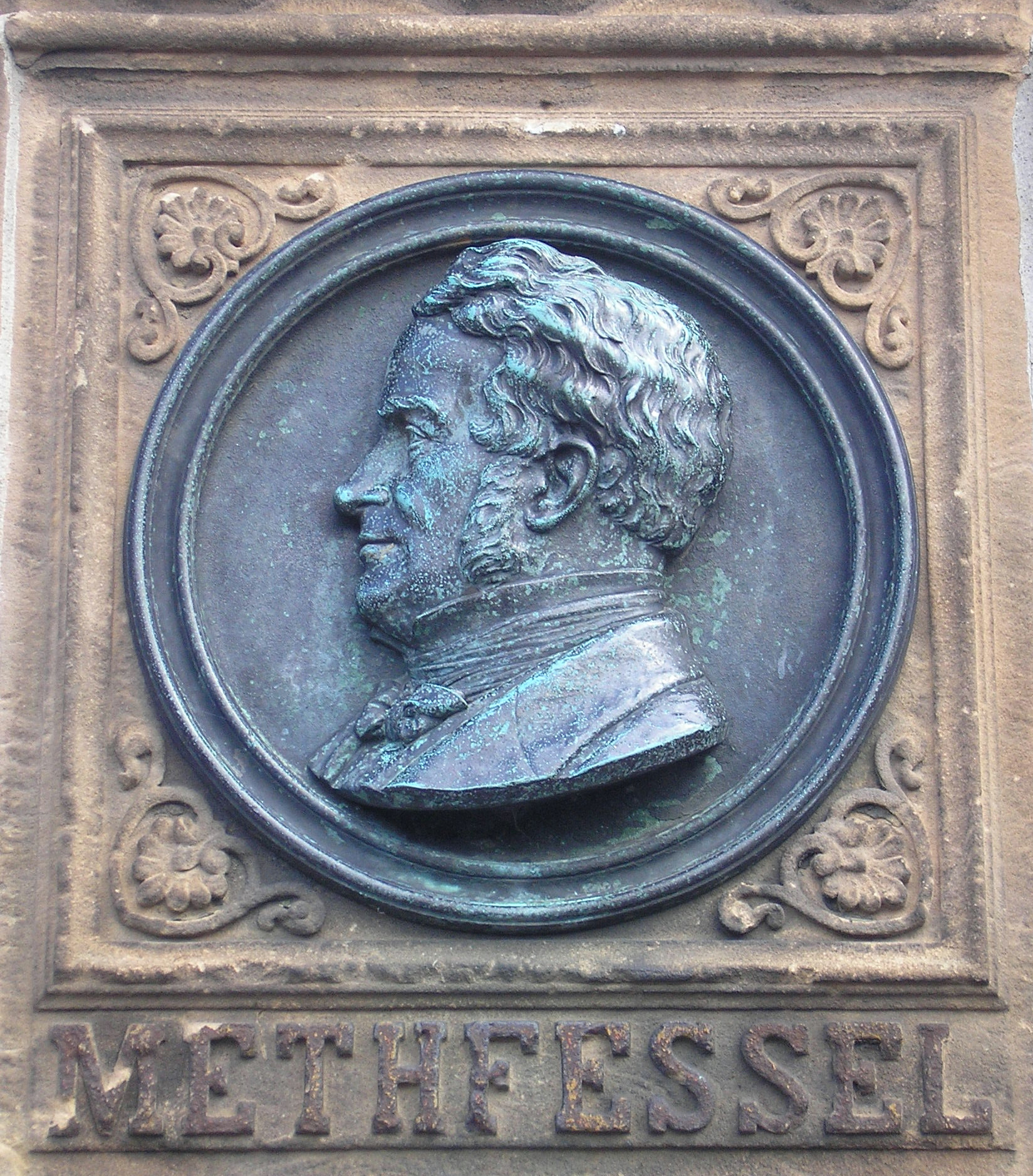
Methfessel-Relief im Obelisk in Stadtilm

Albert Methfessel verstarb am 23. März 1869 in Heckenbeck.
Er war mit der Opernsängerin Louise Methfessel geborene Lehmann (1818–1854) verheiratet.

## Bedeutung
Während Methfessel auf den Gebieten Oper und Oratorium nichts Bleibendes hinterließ, war seine Rolle im Chor- und Liedwesen bahnbrechend. Mit einer neuen Form volkstümlichen und studentischen Singens galt er als Vorbild für seine Zeitgenossen.

## Werke
- Hinaus in die Ferne (siehe auch: Zeigt her eure Füße)
- Der Gott, der Eisen wachsen ließ
- Stimmt an mit hellem, hohem Klang
- Hamburg-Hymne
- Die Liebe schlang das heiligste der Bande (siehe Ein stolzes Schiff)
- Im süßen Traum bei stiller Nacht
- Grüß Gott

Die Melodie von Im süßen Traum bei stiller Nacht wurde von Kleo Pleyer für die Komposition des nationalsozialistischen Kampflied Wir sind das Heer vom Hakenkreuz missbraucht.

## Ehrungen

### Musikfest
Seine Geburtsstadt Stadtilm veranstaltete zu seinem 150. Geburtstag ein Musikfest.

### Gedenksteine
Auf dem Marktplatz und auf dem Heckenbecker Friedhof befinden sich Gedenksteine.

### Gedenktafel
Am Wohnhaus in Braunschweig erinnert eine Gedenktafel an seinen Aufenthalt.

### Straßen
In seinem letzten Wohnort Heckenbeck wurde die Hauptstraße nach ihm benannt.
Auch in Berlin-Kreuzberg, Hamburg, Braunschweig, Rudolstadt, Würzburg, München, Bad Gandersheim und Stadtilm gibt es Straßen, die seinen Namen tragen.